# 64296 Hokoon
64296 Hokoon este un asteroid din centura principală de asteroizi.

## Descriere
64296 Hokoon este un asteroid din centura principală de asteroizi. A fost descoperit pe 24 octombrie 2001 la Observatorul Desert Eagle de William Kwong Yu Yeung. Asteroidul prezintă o orbită caracterizată de o semiaxă mare de 2,39 ua, o excentricitate de 0,11 și o înclinație de 6,9° în raport cu ecliptica.